# 日本テレビ月曜8時枠連続ドラマ
日本テレビ月曜8時枠連続ドラマ（にほん - げつようはちじわくれんぞく - ）は、かつて日本テレビ系列の毎週月曜20時00分 - 20時56分（JST）に放送されたテレビドラマの枠である。

## 歴史
本枠がドラマ枠になる以前は、ボクシング中継や舞台中継などが放送されていた。1956年10月から劇映画（ドラマ）がこの枠で放送され始め、当時は20:00 - 20:30と20:30 - 21:00の2枠に分かれて放送、この頃は喜劇や時代劇も放送されていた。1963年の『ジャングル・ボンバ』から、20時00分 - 20時56分の1時間枠となる。初期は学園物や、海外作品などが放送されていたが、やがて名作路線へと変更、『風と樹と空と』から『若い川の流れ』まで、『青い山脈』や『何処へ』などといった映画でも人気が有った作品を含む石坂洋次郎原作のドラマを10作連続で放送し、TBS系列の『ナショナル劇場（のちパナソニック ドラマシアターを経て月曜ミステリーシアターへ至る）』を筆頭とした各局のドラマ路線と鎬を削っていた。
だが、やがて『ナショナル劇場』が人気を上げていき、『花と果実』以降は半年も持たない作品が連発、そして日曜20:00から引き継いだ学園ドラマ『炎の青春』は2ヶ月で終了、その次作『おーい幸福!』をもってこの枠のドラマは事実上終了した。そして次番組は歌謡番組『NTV紅白歌のベストテン』となり、以後1990年に至るまで『トップテンシリーズ』が継続し、2023年現在は『世界まる見え!テレビ特捜部』というバラエティ番組枠が放送されている。

## 作品リスト

### 20:00 - 20:30
- 喜劇天国（1956年10月15日 - 1957年12月30日）
- 大助捕物帖（1958年1月6日 - 1958年8月25日）
- 快傑黒頭巾（1958年9月1日 - 1960年4月4日）
- 柳生旅日記・独眼竜参上（1960年4月11日 - 1961年10月16日）
- 教授と次男坊（1961年10月23日 - 1963年4月8日）
- ぼうや（1963年4月15日 - 1963年9月30日）

### 20:30 - 21:00
- 名犬リンチンチン（英語版）（1956年11月12日 - 1957年4月1日）[1]※海外ドラマ
- 女神誕生（1957年4月29日 - 1957年7月29日）
- 宮本武蔵（1957年8月5日 - 1957年9月23日）
- すいれん夫人とバラ娘（1957年10月7日 - 1957年11月11日）
- 乾杯東京娘（1957年11月18日 - 1957年12月23日）
- 蛮茶物語（1957年12月30日 - 1958年3月31日）
- 雑草の歌（1958年4月7日 - 1958年8月25日）[2]
（この間、1958年9月1日から1959年6月30日まで『福助テレビ・スコープ』放送のためドラマ枠中断）
- パパは何でも知っている（1959年7月6日 - 1962年9月24日）[3]
（この間、1962年10月1日から1963年9月30日まで『週刊平凡ニュース』（20:30 - 20:45）、『ダイナミックグローブ』（ボクシング中継、20:45 - 21:30）放送のためドラマ枠中断）

### 20:00 - 20:56
- ジャングル・ボンバ（1963年10月7日 - 12月16日）
- ミスター・ノパック（1963年12月23日 - 1964年7月15日）
- 風来坊先生（1964年8月3日 - 1965年2月8日）
- セイント（1965年2月15日 - 10月11日）
- 風と樹と空と（1965年10月18日 - 1966年1月10日）
- 山のかなたに（1966年1月17日 - 4月11日）
- 青い山脈（1966年4月25日 - 8月8日）
- 雨の中に消えて（1966年8月15日 - 11月7日）
- 何処へ（1966年11月14日 - 1967年2月6日）
- あいつと私（1967年2月13日 - 7月3日）
- 続・風と樹と空と（1967年7月10日 - 10月16日）
- ある日わたしは（1967年10月23日 - 1968年4月29日）
- 花と果実（1968年5月6日 - 10月7日）
- 若い川の流れ（1968年10月14日 - 1969年2月3日）
- 風の中を行く（1969年2月10日 - 5月5日）
- 炎の青春（1969年5月12日 - 7月14日）
- おーい幸福!（1969年7月28日 - 9月29日）

## スポンサーについて
- 当初はライオン歯磨（ライオン㏍の半身）の一社提供だったが、『山のかなたに』から明治乳業と田辺製薬（現：田辺三菱製薬）の二社提供となり、『何処へ』からは明治乳業の一社提供となった。
- そして『花の果実』から『若い川の流れ』までは、明治乳業に加えて、ライオン歯磨がライオン油脂（同じくライオン㏍の半身）と共に復帰、『風の中を行く』からは明治乳業とリッカーの二社提供となった。
- だがドラマ終了と同時に、両社はこの枠から撤退、次番組の『NTV紅白歌のベストテン』以降現在まで、花王石鹸→花王を筆頭とした複数社提供となる。

## その他
- 現在は月曜日のプロ野球ナイターはあまり行っていないが、これらのドラマが編成されていた時期は、1964年のシーズンを以てセ・リーグの日曜ダブルヘッダーが廃止されたのを受けて、月曜日にもしばしばナイターが行われる様になったため、ドラマが中断される事が有った。そしてその放送枠も、当初は他曜と同じ20:00 - 21:26だったが、1967年と1968年は19:30開始の2時間番組に変更され、19:30の『アベック歌合戦』→『スターと飛び出せ歌合戦』（以上よみうりテレビ制作）も中断された[4]。
- そしてドラマが終了し、『トップテンシリーズ』が人気を上げてくると、月曜日のナイター中継は『11PM』の「イレブンナイター」で行う様となった。

## 参考資料
- 「キー局番組編成変遷ひょ～」
- 読売新聞・縮刷版
- 日本テレビ・ポスターコレクション（日本テレビ刊）